# Kampaniakos F.C.
El Kampaniakos F.C. es un club de fútbol griego de la ciudad de Calestra, Tesalónica. Fue fundado en 1947 y actualmente juega en la Segunda Superliga de Grecia, segunda categoría del fútbol griego.

## Palmarés
- Gamma Ethniki: 1

2022/23